# 死亡拼圖
《死亡拼圖》（日语：パズル）是一部基於山田悠介同名小說改編的2014年日本驚悚電影。該片由曾執導《讓老師流產委員會》和《高速奶奶》的內藤瑛亮執導，主演包括夏帆和野村周平。此電影被評為R15+級。

## 劇情
在位於郊區的德明館高中，一名女學生中村梓企圖跳樓自殺。當時學生們在體育館內，在教師的監督下製作一件要捐贈給醫院的藝術品，學生與教師都目擊了中村的跳樓。由於中村墜落在花壇上，這次自殺未遂。目睹事件的男學生湯淺茂央迅速跑向倒地的中村，並凝視著她流血的模樣。

### 第一起事件
一個月後，學校在假日遭到四名戴著面具的學生組合佔領。他們挾持了家庭科老師安田，並威脅理事長高井和其他三名教師，要求他們在校園內搜集安裝在遙控車上的拼圖碎片，才能釋放安田。雖然教師們一開始茫然不知所措，但當看到安田遭受的折磨後，便開始四處奔走。在搜集到大部分拼圖碎片後，他們按要求將碎片嵌入體育館的畫框中。該拼圖出現了理事長高井的半身像。此時，高井理事長陷入四名學生設下的陷阱，昏迷後被帶走。當教師們發現學生已經離開時，便前往家庭科教室，然而打開門的瞬間觸發了陷阱，導致吊掛在天花板的微波爐掉落在被綁住的安田身上，留下了「遺憾」的字樣。

### 第二起事件
隨後，高井理事長和三名男學生失蹤了。三留刑警是其中一名失蹤學生的父親，他獨自展開調查，並探訪了湯淺的家，發現湯淺母子的行為有些異常。湯淺則探望了住院中的中村，並交給她一個信封。不久後，在一場醫院的藝術品揭幕儀式中，兩名失蹤的學生被發現被綁在泳池中，頭部裝有計時炸彈。根據拼圖的指示，家長和警方在全鎮的自行車上搜集拼圖碎片，然而最後一塊碎片無法找到。中村想到湯淺給她的信封，打開後發現裡面正是最後兩塊拼圖碎片。然而，中村選擇將拼圖碎片燒掉，導致兩名學生無法獲救。
過了一段時間，湯淺邀請已出院的中村到他家地下室，地下室內高井理事長和三留刑警正被囚禁。中村曾遭高井和三留等三名學生侵犯，而在現場的安田老師則因收受高井的封口費而選擇沈默。湯淺利用這段暴行影片威脅三人，讓安田失去胎兒，並讓中村決定兩名學生的生死。當三留刑警察覺到湯淺才是主謀時，他闖入湯淺家並與湯淺母子發生爭鬥，最終昏倒在自己兒子面前。中村決定與湯淺聯手，策劃最後一場復仇行動。

### 第三起事件
最終，湯淺和中村為最後的行動做準備。被囚禁在地下室的高井理事長試圖逃脫，並從中村那裡奪走鑰匙，重新獲得自由。然而，當他欲侵犯被蒙住臉的中村時，才發現對方竟然是自己被誘拐的女兒。高井理事長為自己的行為感到深深的痛苦。湯淺和中村則展開最後的復仇行動，他們將三留的兒子囚禁在德明館高中的音樂室內，並設計了一個拼圖門。警方合作完成拼圖並打開了門，卻發現裡面只是裝有炸彈的假人。事實上，三留的兒子早已在拍攝視頻時被害。當三留刑警趕到醫院時，中村和湯淺將拆解的藝術品從校舍頂樓拋下，藝術品內藏有三留兒子的屍體。激怒的三留闖上頂樓，與湯淺展開對決，兩人最終從樓上墜落。電影以湯淺與中村伸出手相握的畫面作為結尾。

## 演員
| 角色       | 演員       |
| ---------- | ---------- |
| 中村梓     | 夏帆       |
| 湯淺茂夫   | 野村周平   |
| 三留偵探   | 高橋一也   |
| 湯淺的母親 | 八木紗織   |
| 安田先生   | 佐佐木心音 |
| 高井沙耶香 | 馬場富美加 |
| 高井董事長 | 大和田獏   |

## 製作
這部電影改編自山田悠介的小說。由導演內藤瑛亮執導，他曾指導《讓老師流產委員會》和《高速奶奶》等作品。本片的監督是佐佐木誠，他與紀里谷和明合作撰寫過《大盜五右衛門》劇本。音樂由有田尚史負責，他之前也參與過內藤導演的其他電影。這是內藤首次執導的商業電影，保留了原作的拼圖和死亡遊戲元素，以及主要角色名稱，但故事情節幾乎完全原創。主演由夏帆和野村周平擔綱，其他主要角色包括大和田獏、高橋一也、佐佐木心音、馬場富美加等。佐佐木誠曾參演《ライヴ》，並出席了該片DVD發布紀念活動。

## 評價
這部電影在各大評論平臺上獲得了褒貶不一的評價。根據MyDramaList的資料，它獲得了6.7/10的分數，這是基於161位用戶的評論。而在互聯網電影資料庫上，該電影的評分為5.5/10。Moria的評論則只給予了兩顆星。
在MyDramaList上的一篇詳細影評中，該電影的整體得分為6.0/10，其中故事和演技均得到了6.0分，音樂獲得5.0分，而觀眾重看的意願得分為5.5分。評論中特別提到了演員野村周平的表現，認為他作為演員還在成長中，有時甚至優於其他知名演員，如山崎賢人或福士蒼汰。此外，評論還強調了電影中的暴力元素，稱它為一部令人不安的作品。最後，該評論引發了人們對於在警察無法履行職責時是否應該自行伸張正義的深思。

## 外部連結
- 官方主頁